# 谢良顺
谢良顺（1923年8月18日—2001年10月14日），福建惠安人，中国致公党党员，中华人民共和国侨务工作者。早年随父母赴马来西亚谋生，1952年回国办学。曾先后担任福建省人大代表、惠安县政协副主席、致公党惠安县委员会主委、惠安县侨联主席等职务。

## 生平
1923年8月18日（农历七月初七），谢良顺出生于中国福建省惠安县东园镇上仑村。九岁时，随父母前往马来西亚槟城。在当地接受完教育之后，他就职于马来西亚侨领刘玉水创办的大成树胶公司。
1952年2月，谢良顺受刘玉水委托返回中国，担任荷山中学建委会主任并主持学校修建工作。随后，他还参与创建荷山中学附近的六所小学。1954年9月，进入荷山中学总务处工作。1956年，以归侨身份被邀请为政协惠安县委员会华侨界委员。1970年9月，执教于惠安四中，兼任该校总务主任。1978年9月，返回荷山中学担任总务处主任。1979年9月，担任惠安县侨联副主席。1984年11月，担任惠安县政协副主席。1989年，升任惠安县侨联主席。1996年，谢良顺不再担任惠安县政协副主席。1999年8月，卸任惠安县侨联主席。
2001年10月14日，谢良顺在家中病逝，享年78岁。

## 荣誉
- 1984年，获福建省人民政府颁发的“乐育英才”奖匾；
- 1986年至1989年，先后被全国侨联、福建省侨联评为“侨联工作积极分子”；
- 1991年，被全国侨联授予“30年来为归侨、眷侨和海外侨胞服务”证书；
- 1995年，获中国致公党“为社会主义两个文明建设服务先进个人”称号以及致公党泉州市委员会“荣誉证书”奖励。

除上述之外，谢良顺还先后当选为福建省第六、七届人大代表，全国归国华侨第三、四、五次代表大会代表。